# Nero (film 2024)
Nero è un film del 2024, scritto, diretto ed interpretato da Giovanni Esposito.

## Trama
Durante una rapina un piccolo criminale per errore uccide un benzinaio. In seguito scoprirà di avere un dono speciale: può guarire le persone rubandole alla morte.

## Promozione
Il film è stato presentato in anteprima al Torino Film Festival 2024 nella sezione Zibaldone.

## Distribuzione
Il film è stato distribuito nelle sale cinematografiche italiane a partire dal 15 maggio 2025.

## Riconoscimenti
- Nastro d'argento[4]
  - 2025 – Candidatura al miglior regista esordiente a Giovanni Esposito